# セルジ・ゴメス
セルジ・ゴメス・ソラ（Sergi Gómez Solà, 1992年3月28日 - ）は、スペイン・カタルーニャ州アレニス・デ・マル出身のサッカー選手。RCDエスパニョール所属。ポジションはディフェンダー。

## 経歴
2005年にCEマタローのユースチームでキャリアをスタートさせ、わずか1年で、2006年にFCバルセロナのユースチームに移籍した。その後上のカテゴリーに昇格していき、2010年にFCバルセロナBに招集された。2014年6月、セルタ・デ・ビーゴに移籍することが決定した。
2018年7月25日、セビージャFCへ4年契約で移籍。
2021年7月27日、RCDエスパニョールと3年契約を締結した。

## 代表歴
スペイン代表として各年代でプレーしており、2011年にはUEFA U-19欧州選手権にも出場した。

## 所属クラブ
- FCバルセロナB 2010-2014
- セルタ・デ・ビーゴ 2014-2018
- セビージャFC 2018-2021
- RCDエスパニョール 2021-現在

## タイトル

### クラブ
FCバルセロナ「ラ・リーガ」
- スーペルコパ・デ・エスパーニャ : 2010

セビージャFC「ラ・リーガ」
- UEFAヨーロッパリーグ : 2019-20

### 代表
U-19スペイン代表
- U-19欧州選手権 : 2011U-19欧州選手権 : 2011

## 脚
- UEFA U-19欧州選手権 : 2011